# Siron
El siron és un plat de la cuina turca, propi de la Regió de la Mar Negra, especialment a Gümüşhane i la seva província.
Es tracta d'una mena de pastissos secs (fulles de yufka amb forma d'espiral passades pel forn) fets a casa i després menjats amb iogurt filtrat i mantega fosa com a salsa. A sobre s'hi posen nous picades. És tradicional servir un plat de siron a l'hora de menjar del vespre anomenada iftar durant el mes del Ramadà a Gümüşhane.